# Compton Young
Pour les articles homonymes, voir Young.
Compton Young, mort le 16 mars 2018 à Georgetown, est une personnalité politique. Il est maire de Georgetown de 1990 à 1994. 

## Biographie
Compton Young est fils d'immigrants chinois et grenadiens. Il est le puiné d’une fratrie de 6 enfants.
Compton Young est élu maire de Georgetown en 1990,.